# Lo-toga
Le lo-toga est une langue parlée par 580 personnes au nord du Vanuatu dans les îles Torres, sur les îles Lo et Toga.
Comme toutes les langues autochtones du Vanuatu, le lo-toga appartient au groupe des langues océaniennes, lui-même une branche de la grande famille des langues austronésiennes.

## Variation dialectale
Le lo-toga se subdivise en deux dialectes très proches : le lo parlé sur l’île de Lo, et le toga parlé sur l’île de Toga. Ces deux variétés ne diffèrent que par la nature des diphtongues, et par quelques formes : ex. « nous (inclusif pluriel) » est dege [ʈəɣə] en lo, mais gide [ɣiʈə] en toga. L’intercompréhension est parfaite entre les deux dialectes.
Le nom de toga a parfois été utilisé, dans la littérature, pour désigner la langue lo-toga dans son ensemble.

## Phonologie

### Voyelles
Le dialecte lo du lo-toga a huit voyelles et cinq diphtongues.
|             | Antérieures | Centrales | Postérieures |
| ----------- | ----------- | --------- | ------------ |
| Fermées     | [i]         | [ʉ]       |              |
| Mi-fermées  | [e]         |           | [o]          |
| Moyenne     |             | [ə]       |              |
| Mi-ouvertes | [ɛ]         |           | [ɔ]          |
| Ouverte     |             | [a]       |              |

Les diphtongues sont : /i͡e/, /i͡ɛ/, /i͡a/, /o͡ə/, /o͡ɔ/.

## Grammaire

### Nombre verbal
Comme son voisin le hiw, le lo-toga a développé un système riche de nombre verbal, consistant à modifier le radical du verbe en fonction du nombre de son sujet (ou de son actant absolutif). Par exemple, le verbe “être assis” est hag pour un sujet singulier, vërhagir pour un sujet pluriel; “tuer” est not pour un patient singulier, mais rohe pour un patient pluriel.
Le lo-toga possède dix-sept paires de verbes concernés par cette alternance, soit moins que les 33 paires du hiw.